# Welykyj Kujalnyk
Der Welykyj Kujalnyk (ukrainisch Великий Куяльник; russisch Большой Куяльник Bolschoi Kuijalnik) ist ein Zufluss des Kujalnyk-Liman in der Oblast Odessa im Westen der Ukraine.
Der Welykyj Kujalnyk hat eine Länge von 150 km und entwässert ein Areal von 1860 km².
Der Küstenfluss wird hauptsächlich von der Schneeschmelze gespeist. Im Sommer fällt er häufig trocken und im Winter gefriert er gelegentlich.

## Verlauf
Der Welykyj Kujalnyk entspringt südöstlich von Podilsk an der Südostflanke der Podolischen Platte. Von dort fließt er in südsüdöstlicher Richtung zum Schwarzen Meer. Er passiert das Verwaltungszentrum Iwaniwka und mündet in das nördliche Ende des Kujalnyk-Liman. Der Liman erstreckt sich über eine Länge von 28 km bis 5 km nördlich von Odessa, wo er durch eine Nehrung vom Schwarzen Meer getrennt ist.